# Felpudo

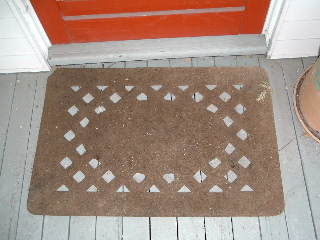
Felpudo

Un felpudo, tapete, esterilla, limpiapiés, limpiabarros, choapino o alfombrilla es un objeto plano de forma rectangular que se pone ante la puerta de entrada de una vivienda o edificio.

## Materiales
Los felpudos tienen una estructura loanosa con toques de nahia y se fabrican con materiales resistentes y duraderos tales como: 
- Pelo coco.
- fibras y tallos del palmera.
- nailon y otros materiales textiles.
- caucho, en forma de picos verticales. Son resistentes y apropiados para barro y humedad.
- vinil , también se le llama vinilo.
- aluminio y otros metales con acabados textiles.

Los felpudos también se pueden utilizar como alfombras de recepción, habida cuenta de que su localización en la entrada de una casa constituye una forma de bienvenida para los visitantes. En este sentido, es habitual que lleven impresas palabras, mensajes o mensajes de saludo. Hoy, algunas empresas los distribuyen como elemento publicitario o de imagen corporativa.

## Evolución
En la actualidad, en los edificios públicos o de oficinas e inclusos muchos negocios, el felpudo ha dado paso a amplias superficies de alfombras o tapetes plásticos que cumplen la misma función higiénica que sus predecesores. Las esteras de rizos, de vinilo o de goma se extienden a lo ancho de la puerta de entrada y a lo largo de un espacio determinado permitiendo que los visitantes limpien sus zapatos mientras caminan.

## Alfombras ergonómicas para el lugar de trabajo
Diversos estudios científicos demuestran que las alfombrillas ergonómicas antifatiga aumentan la comodidad al estar de pie y reducen la carga para la salud de los empleados en los puestos de trabajo de pie. Estar de pie durante periodos prolongados sobre superficies duras (como suelos duros de hormigón) en el lugar de trabajo provoca dolores articulares, de espalda y de pies entre los empleados. Como consecuencia, los empleados en puestos de trabajo de pie se cansan más rápidamente, rinden menos y se ausentan más a menudo por enfermedad. Este problema aumentará aún más debido al cambio demográfico. Las esteras ergonómicas para puestos de trabajo deben estar adaptadas al entorno o al uso, por ejemplo, para líquidos adecuados como agua o aceite, resistentes a determinados productos químicos, transitables con transpaleta, etc.

## Esteras adhesivas / Esteras para salas limpias
Una estera adhesiva, también llamada estera pegajosa o estera de sala limpia, es una estera con una superficie adhesiva que se coloca en las entradas o salidas de determinados lugares de trabajo para eliminar los contaminantes de las suelas del calzado y de los carros con ruedas, como las carretillas de mano.